# 吴数德
吴数德（1959年9月1日—），贵州兴义人，中国前举重运动员。

## 主要成绩
他曾获得1982年亚洲运动会男子56公斤级冠军。1983年中华人民共和国第五届运动会举重比赛期間，吴数德打破56公斤级抓举世界纪录。他也是1984年奥运会男子举重56公斤级冠军，挺举最后一把130公斤破世界纪录。